# Рокаспиналвети-Санта Ђуста (Кјети)
Рокаспиналвети-Санта Ђуста (итал. Roccaspinalveti-Santa Giusta) је насеље у Италији у округу Кјети, региону Абруцо.
Према процени из 2011. у насељу је живело 732 становника. Насеље се налази на надморској висини од 675 м.